# Artemidórosz (geográfus)
Artemidórosz (i. e. 100 körül) görög geográfus
Epheszoszból származott. Beutazta a Földközi-tengert és a Vörös-tengert. Utazásait egy tizenegy részes munnkában írta le, amelyet Sztrabón, Diodórosz és idősebb Plinius is felhasználtak. A heracliai Marcianus 400 körül kivonatot készített belőle. Ránk a műnek csak töredékei maradtak, ókori források említik még egy „Iónika ipomnémata” című munkáját is, amely elveszett.